# 사가독서
사가독서(賜暇讀書)는 조선 시대 젊은 문신들이 임금의 명으로 직무를 쉬면서 글을 읽고 학문을 닦던 제도이다. 글을 읽던 곳을 독서당(讀書堂) 또는 호당(湖堂)으로 불렀기 때문에 독서당 제도 또는 호당 제도로 부르기도 한다.

## 개설
1426년(세종 8) 문신 중에서 덕과 재주가 있는 사람을 뽑아 사가(賜暇 : 휴가를 줌)를 하여 장의사에서 공부하게 한 것이 그 시초로, 집현전의 대제학 변계량이 임금의 명령을 받고 이를 행사하였다.
세조 때 이를 없앴으나 1491년(성종 22) 다시 복구하였다. 중종 때는 두모포(豆毛浦)에도 독서당을 두었으나, 임진왜란 때 화재로 없어졌다. 광해군이 다시 설치하였다가, 병자호란 때 완전히 없어졌다.

## 같이 보기
- 집현전
- 홍문관
- 초계문신
- 독서당계회도